# Puisseguin Saint-Émilion
Puisseguin Saint-Emilion es una denominación de origen de la región vinícola de Burdeos. La zona de producción de los vinos que tienen derecho a esta denominación de origen controlada está delimitada en el interior de la zona geográfica constituida por las seccionaes catastrales TA, A 1 a A 5, B 1 a B 5, C 1 a C 4, D 1 a D 6, E 1 a E 4 de la comuna de Puisseguin que corresponde al territorio de esta comuna tal como estaba definida antes de su fusión con la de  Monbadon el 1.º de enero de 1989.
Las variedades autorizadas son: cabernet, bouchet, malbec o pressac y merlot. Los vinos deben provenir de mosto con mínimo de 187 gramos de azúcar natural por litro antes de cualquier enriquecimiento y presentar, después de la fermentación, una graduación alcohólica no inferior a 11º.
El límite de rendimiento por hectárea de viñedo será de 45 hectolitros. La producción media anual de esta denominación es de 43.000 hectolitros, y la superficie declarada la de 745 hectáreas. 
El reconocimiento del Puisseguin Saint-Émilion como appellation d'origine contrôlée (AOC) data de 1936. A partir de 1973, es una denominación de origen protegida (PDO) ante la Unión Europea.